# АЭС Барсебек
АЭС Барсебек (швед. Barsebäcks kärnkraftverk) — закрытая атомная электростанция на юге Швеции.
Станция расположена на побережье пролива Эресунн в коммуне Чевлинге лена Сконе в 15 километрах от крупного города Мальмё и в 20 километрах от столицы Дании — Копенгагена. Строительство АЭС Барсебек началось в 1969 году, в 15 мая 1975 года станция была принята в электрическую сеть Швеции. Всего на станции построили два реактора, оба кипящего водо-водяного типа BWR разработки компании ABB Atom. Каждый из реакторов имеет мощность 615 МВт.
Первоначальными датами остановки реакторов были 1998 и 2001 годы по решению правительства Швеции, однако в связи с обжалованием этих постановлений в суде владельцами станции сроки неоднократно переносились. В результате, первый реактор был остановлен в 1999 году, второй реактор только в 2005. Таким образом, максимально общая мощность АЭС Барсебек в Швеции достигала 1 230 МВт, а на момент закрытия в 2005 году — 615 МВт.
Расположение АЭС Барсебек в малой близости от миллионной (с пригородами) столицы Дании — Копенгагена — и стало одной из причин быстрого закрытия атомной электростанции. Сама Дания выступает против атомной энергетики и нахождения АЭС в такой близости к территории страны являлось сложным вопросом датско-шведских отношений. В 2020 году начнется ликвидация оборудования и зданий АЭС Барсебек. Демонтажем займется японско-американская компания Westinghouse. Срок работ составит всего четыре года.

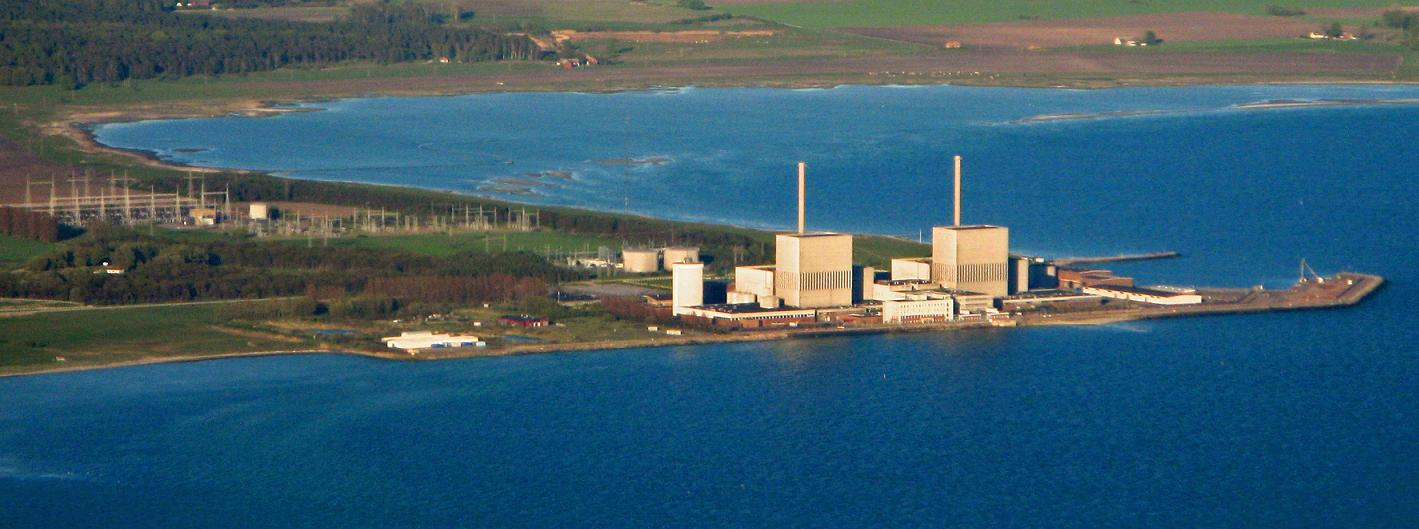
Вид на АЭС Барсебек

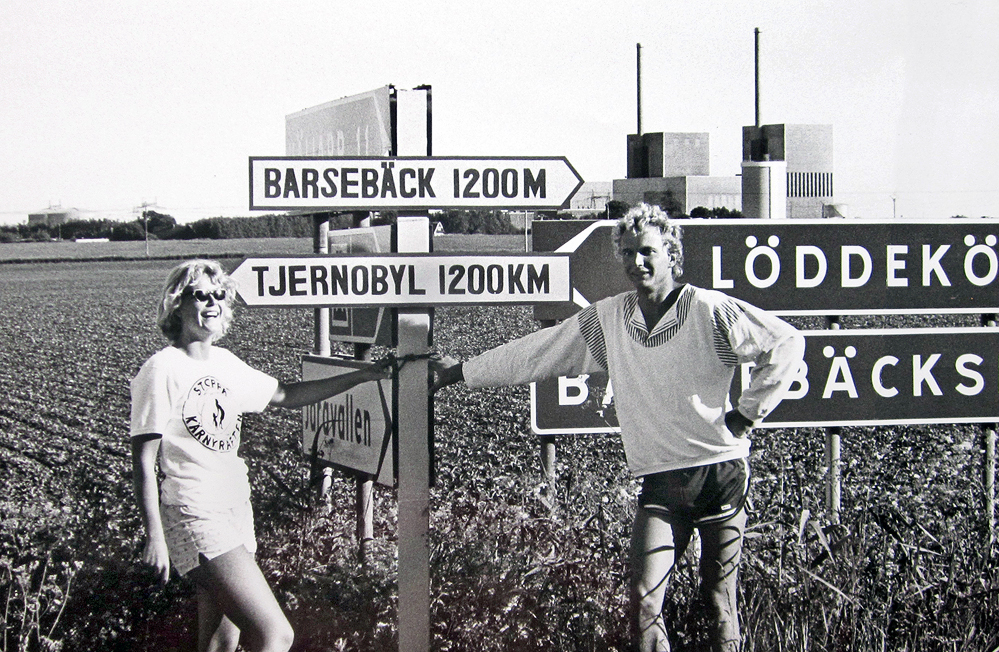
Шведские защитники окружающей среды возле электростанции Барсебек в 1986 году. Такие указатели были установлены возле Барсебек через несколько дней после обнародования данных об аварии на Чернобыльской АЭС

## Информация об энергоблоках
| Энергоблок | Тип реакторов | Мощность | Мощность | Начало строительства | Физпуск    | Подключение к сети | Ввод в эксплуатацию | Закрытие   |
| Энергоблок | Тип реакторов | Чистый   | Брутто   | Начало строительства | Физпуск    | Подключение к сети | Ввод в эксплуатацию | Закрытие   |
| ---------- | ------------- | -------- | -------- | -------------------- | ---------- | ------------------ | ------------------- | ---------- |
| Барсебек-1 | BWR, ABB-II   | 600 МВт  | 615 МВт  | 01.02.1971           | 18.01.1975 | 15.05.1975         | 01.07.1975          | 30.11.1999 |
| Барсебек-2 | BWR, ABB-II   | 600 МВт  | 615 МВт  | 01.01.1973           | 20.02.1977 | 21.03.1977         | 01.07.1977          | 31.05.2005 |